# Lycomorphodes dichroa
Lycomorphodes dichroa là một loài bướm đêm thuộc phân họ Arctiinae, họ Erebidae.